# Agustín Sant'Anna
Ariel Agustín Sant’Anna Quintero, mais conhecido como Agustín Sant'Anna (Montevidéu, 27 de setembro de 1997) é um futebolista uruguaio que atua como lateral-direito. Atualmente, joga pelo Red Bull Bragantino.

## Carreira

### Início
Sant’Anna atuou nas categorias de base do Nacional de Artigas, do Sauce e do Cerro, onde subiu ao elenco profissional em 2015, após retornar da Seleção Uruguaia Sub-17. Estreou pelo Cerro na vitória por 1 a 0 sobre o Plaza Colonia.

### Nacional
Em 2019, foi contratado pelo Nacional, realizando um sonho de infância. Contudo, atuou apenas 827 minutos distribuídos em 11 partidas, sendo apenas 7 oficiais, permanecendo no clube até o final daquele ano.

### Deportivo Maldonado
Em 2020, foi contratado pelo Deportivo Maldonado, onde disputou a temporada completa.

### Defensor Sporting
Após o rebaixamento do Defensor Sporting para a segunda divisão, o clube contratou Sant’Anna em 2021, interessado pelo bom desempenho do lateral-direito no Maldonado. No Defensor, teve destaque e ajudou a equipe a retornar à elite do futebol uruguaio. Entre 2021 e 2022, atuou em 61 partidas.

### Defensa y Justicia
Em 2023, transferiu-se para o Defensa y Justicia, da Primeira Divisão da Argentina. Na Copa Sul-Americana de 2023, marcou dois gols em uma partida contra o Peñarol.

### River Plate
Em fevereiro de 2024, assinou com o River Plate da Argentina.

### Red Bull Bragantino
Em 2025, foi contratado pelo Red Bull Bragantino.

## Carreira internacional
Sant’Anna integrou as seleções de base do Uruguai. Foi campeão do Campeonato Sul-Americano Sub-20 de 2017.
Em setembro de 2024, recebeu sua primeira convocação para a Seleção Uruguaia de Futebol para os jogos das eliminatórias contra Paraguai e Venezuela.

## Títulos

### Base

#### Uruguai Sub-20
- Campeonato Sul-Americano Sub-20: 2017

### Profissional

#### Nacional
- Campeonato Uruguaio: 2019
- Supercopa do Uruguai: 2019

#### Defensor Sporting
- Copa do Uruguai: 2022

#### River Plate
- Supercopa Argentina: 2023[a]